# Carphodactylidae
Famille
Les Carphodactylidae sont une famille de geckos. Elle a été créée par Arnold Girard Kluge en 1967.

## Répartition
Les espèces de cette famille sont endémiques d'Australie.

## Liste des genres
Selon The Reptile Database (1 juin 2012) :
- Carphodactylus Günther, 1897
- Nephrurus Günther, 1843
- Orraya Couper, Schneider, Hoskin & Covacevich, 2000
- Phyllurus Goldfuss, 1820
- Saltuarius Couper, Covacevich & Moritz, 1993
- Underwoodisaurus Wermuth, 1965
- Uvidicolus Oliver & Bauer, 2011

## Publication originale
- Kluge, 1967 : Systematics, phylogeny, and zoogeography of the lizard genus Diplodactylus Gray (Gekkonidae). Australian Journal of Zoology, vol. 15, p. 1007–1108.